# Balanococcus cockaynei
Balanococcus cockaynei är en insektsart som först beskrevs av Brittin 1915.  Balanococcus cockaynei ingår i släktet Balanococcus och familjen ullsköldlöss. Inga underarter finns listade i Catalogue of Life.